# Jésus Sinisterra
Jesús Brahaman Sinisterra Arias, egyszerűen Jesús Sinisterra vagy Brahaman Sinisterra (Quibdó, 1975. december 9. –) kolumbiai labdarúgó-középpályás.